# The Gnome
„The Gnome“ je skladba britské rockové skupiny Pink Floyd napsaná kytaristou a zpěvákem Sydem Barrettem. Poprvé byla vydána na jejich debutovém albu The Piper at the Gates of Dawn v srpnu 1967 jako druhá píseň na druhé straně této LP.

## Kompozice
Text písně „The Gnome“, řazené do psychedelického folku či popu, vypráví příběh o skřítkovi (anglicky „the gnome“) jménem Grimble Gromble, který si obléká šarlatovou tuniku a tráví život jedením, spaním a pitím svého vína. Skladba, patřící mezi pohádky či dětské říkačky, je inspirována Tolkienovými hobity, jedná se o Barrettův únik do dětství, neboť měl rád pohádky a byl ovlivněn přírodou v okolí Cambridge, kde vyrůstal.

## Živé a alternativní verze
Pink Floyd pravděpodobně píseň „The Gnome“ živě nikdy nehráli. Originální studiová verze nahraná v březnu 1967 pro album The Piper at the Gates of Dawn (vydáno 4. srpna 1967) má délku 2 minuty a 13 sekund. Tato verze byla též použita jako B strana singlu „Flaming“ (katalogové číslo: Tower 378), který vyšel pouze v USA 6. listopadu 1967. Na kompilace nebyla skladba „The Gnome“ nikdy zařazena, nepočítaje box sety s celým albem The Piper at the Gates of Dawn.
Český písničkář Karel Plíhal tuto píseň předělal a pod názvem „Cibulová omeleta“ natočil v roce 1982 se skupinou Plíharmonyje pro nevydané album. Jako text písně použil kuchařský recept.

## Původní sestava
- Syd Barrett – akustická kytara, zpěv
- Rick Wright – celesta, vokály
- Roger Waters – baskytara
- Nick Mason – perkuse